# Südlicher Getreide-Laubkäfer
Der Südliche Getreide-Laubkäfer (Anisoplia austriaca) ist ein Käfer aus der Familie der Rutelidae, die zu der Überfamilie der Scarabaeoidea gehört. Die Art ist in Europa mit drei Unterarten vertreten, von denen in Mitteleuropa nur die Nominatform Anisoplia austriaca austriaca vorkommt. Die Unterart Anisoplia austriaca hordearea ist auf den Dodekanes beschränkt, Anisoplia austriaca major kommt nur in Südrussland vor.
Der Gattungsname Anisoplia bedeutet, dass die beiden Klauen, die am letzten Tarsenglied sitzen, ungleich lang sind (altgr. ἄνισος ánisos „ungleich“ und ὁπλή hoplē „Klaue“). Der Artname austriaca (lat.) bedeutet „österreichisch“ und nimmt auf das Verbreitungsareal Bezug.

## Merkmale des Käfers
Der 13 bis 16 Millimeter große Körper ist breit oval und schwarz mit grünen Schattierungen, die Flügeldecken gelb- oder rotbraun. Bei den Weibchen ist das Schildchen in einen großen dunklen meist rechteckigen Fleck eingebettet.
Der Kopf ist nach vorn gerichtet. Der runzelige Kopfschild ist schnauzenartig verlängert, vor der Spitze abgeschnürt und aufgebogen. Er verdeckt in Aufsicht die Mundwerkzeuge. Die Fühler sind neungliedrig, der Fächer dreigliedrig.
Der dicht, kräftig und ungleich punktierte Halsschild ist schmaler als die Flügeldecken, vor der Mitte am breitesten und gegen die gerandete Basis mit einem schwach angedeuteten Längseindruck. Die Vorderseite des Halsschildes ist häutig gesäumt, die Vorderecken sind fast rechtwinklig.
Die braungelb bis rotbraunen Flügeldecken haben in der Schultergegend eine Reihe kurzer Borsten, in der hinteren Hälfte des Außenrandes der Flügeldecken fehlen jedoch borstenförmige Haare, wie sie bei der ähnlichen Chaetopteroplia segetum zu finden sind. Die Punktstreifen sind nur angedeutet. Die Außenseiten sind vollständig häutig gesäumt. Die Seitenrandschwiele der Weibchen ist kräftig ausgebildet.
Die Vorderhüften sind nahe dem Vorderrand quer gekielt. Die Vorderschienen tragen am Ende außen zwei Zähne, auf der Innenseite einen beweglichen Dorn. Dieser steht beim Männchen gegenüber dem hinteren Außenzahn, beim Weibchen davor. Mittel- und Hinterschienen tragen am Ende zwei einander genäherte Dorne. Die Tarsen sind fünfgliedrig. Die Klauen sind verschieden lang, die Innenklaue kürzer als die äußere. Bei den Männchen ist die größere Klaue des Vorderfußes lang und dünn und wenig gebogen und auf der Unterseite kurz vor dem Ende sitzt ein stumpfwinkliger Zahn.

## Ei, Larve, Puppe
Die Eier sind weiß und fast kugelförmig mit einem Durchmesser von zwei Millimetern. Die bis zu 35 Millimeter großen Larven sind Engerlinge, weiß mit braunem Kopf und Beinen. Die Puppe ist gelbbraun und wird fünfzehn bis siebzehn Millimeter lang.

## Entwicklung
Die Entwicklung der thermophilen Art ist zweijährig und vollzieht sich im Boden. Die adulten Tiere fliegen im Juni und Juli und sind auf den Ähren von Gras und Getreide anzutreffen. Im Juli legen die Weibchen etwa 50 Eier in zwei bis drei Portionen acht bis zwanzig Zentimeter tief ins Erdreich. Je nach Bodentemperatur schlüpfen die Larven nach zwei bis vier Wochen. Sie sind relativ feuchtigkeitsliebend. In Trockenperioden ziehen sie sich in tiefere Bodenschichten zurück. Im ersten Jahr ernähren sie sich von Bodenhumus und kleinen Wurzeln verschiedener Pflanzen, gerne an Rändern von Getreidefeldern. Die Larven überwintern im ersten Stadium und ein Jahr später im zweiten Stadium in einer Bodentiefe von 30 bis 80 Zentimetern. Sie werden wieder Ende April aktiv, wenn die oberen Bodenschichten sich auf 8 °C erwärmen. Die Larven des zweiten Jahres erscheinen etwa 10–20 Tage vor denen des ersten.
Im zweiten Jahr ihrer Entwicklung bevorzugen die Larven Wurzeln von Getreidearten und Zuckerrüben. Die Verpuppung erfolgt im Mai in einer Tiefe von acht bis fünfzehn Zentimetern. Zehn bis zwanzig Tage später schlüpft der Käfer. Er erscheint bei einer Mindesttemperatur von mindestens 17 °C, die Weibchen benötigen zur sexuellen Reifung Temperaturen von mindestens 20 °C. Die Käfer sind tagaktiv und hauptsächlich an warmen Tagen um die Mittagszeit tätig. Nachts verkriechen sie sich im Boden, wo sie an kühlen und bewölkten Tagen auch verbleiben.

## Natürliche Feinde
Natürliche Feinde der Larven und Käfer stellen viele Vogelarten dar, die Larven werden außerdem von zahlreichen Hautflüglern wie beispielsweise Tiphia femorata, Tiphia morio oder Scolia sexmaculata parasitiert. Bereits 1879 experimentierte Elie Metchnikoff mit dem bodenbewohnenden Pilz Metarhizium anisopliae um ihn zur Bekämpfung der Larven von Anisoplia austriaca einzusetzen. Der Pilz dringt durch Poren in das Insekt ein und vermehrt sich in dessen Inneren, wobei er das Insekt zum Absterben bringt.

## Auswirkungen auf die Landwirtschaft
Die ursprünglichen Steppenbewohner werden insbesondere in Schwarzerdeböden in der Ukraine und Südrussland sowie in den westlichen und östlichen Regionen von Kasachstan und Aserbaidschan an Getreide schädlich. Es wurden jedoch in extremen Trockenjahren auch in Österreich Schadausbrüche gemeldet (lokales Schadauftreten 2003 in Ebenfurth/NÖ durch Fressen der Getreidekörner am Ende der Teigreife). Die Populationen wachsen in heißen Trockenjahren und gehen in kühlen, feuchten Jahren deutlich zurück.
Die Schädigung erfolgt auf mehrfache Weise. Ein einzelner Käfer frisst nur etwa acht Gramm Getreide, lässt aber viele Körner auf den Boden fallen und zerstört dabei neun bis zehn Ähren. Der Larvenfraß an den Wurzeln dünnt die Dichte der Keimlinge aus. Bei einer Dichte von mehr als 10 Engerlingen bei 250 Saatkörnern pro Quadratmeter wird mit einem Verlust von bis zu 50 % gerechnet. An Feldrändern werden jedoch Dichten von 60 bis 100 Käfern pro Quadratmeter beobachtet. Als Schwellenwert für den Einsatz von Insektiziden werden drei Käfer pro Quadratmeter genannt. Außerdem gibt es verschiedene Möglichkeiten der Schadensbegrenzung durch den Zeitpunkt von Aussaat, Ernte und Umpflügen.

## Verbreitung
Die pontische Art (das Adjektiv pontisch leitet sich von Pontos Melas für Schwarzes Meer ab) ist hauptsächlich im Südosten Europas verbreitet, nach Westen ist das Verbreitungsareal bis Ungarn, Österreich und die Slowakei ausgedehnt, nach Osten reicht es bis nach Armenien und in den Iran.